# 暴落

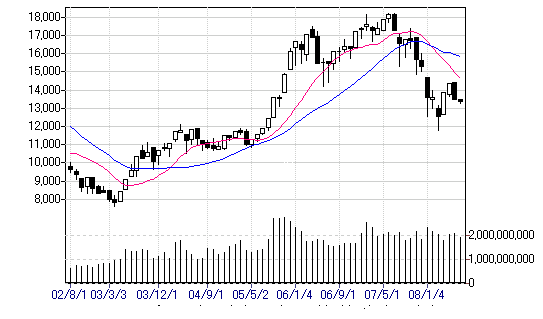
このチャートのように三尊天井を打っている場合では暴落しやすい。また実際暴落している。

暴落（ぼうらく）とは、物価、株価をはじめとする相場などが急激に大幅に下がること。特に下落幅が大きい場合は「大暴落」ともいわれることがある。対義語は「暴騰」。

## 概要
一般に、暴落は相場や価格が急騰し相場が過熱状態に起こることが多い。相場が上昇していない局面ではたとえ悪材料が出たとしても相場は下がることがないか下がっても下落幅は小さくなるが、直前に大きな相場が形成され、チャート理論的に天井を打っている可能性が高い場合は、わずかな悪材料にも過敏に反応し、暴落する可能性が高くなる。一般に、チャート理論を解しない経済評論家やテレビ、ラジオ、新聞などのコメンテーターなどが材料だけが原因で暴落が起こるかのように報道することが多いが、チャーチストや専門家は既に予見し、空売りを仕掛けている場合が多い。実際の相場では、大きな資金を持った投資家がチャートを見ながら意図的に暴落を仕掛けることがほとんどである。この場合、空売りを大量に仕掛けた後に意図的に悪材料を大々的に喧伝する例が多い。